# Étienne de Perea
Étienne de Perea (en espagnol : Esteban de Perea), né à Villanueva del Fresno en Espagne, dans la province de Badajoz en Estrémadure, et mort à Sandia Pueblo dans le Nouveau-Mexique en 1638 ou 1639, est un missionnaire espagnol franciscain envoyé en Nouvelle-Espagne au début du XVIIe siècle. Il est le père des missions franciscaines du Nouveau-Mexique.

## Biographie
Né dans une famille portugaise ayant des origines juives il est néanmoins admis malgré l'interdit chez les Franciscains. Destiné aux missions américaines il est envoyé en Nouvelle-Espagne au tout début des années 1600.
Il est choisi par ses supérieurs pour aller fonder de nouvelles missions dans ce qui est aujourd'hui le Nouveau Mexique. En 1610 il fonde la mission Nuestra Señora de los Dolores (Notre-Dame des Douleurs) à Sandia Pueblo (aujourd'hui encore réserve indienne), au sud de l'actuelle Santa Fe. Étienne de Perea se montre enthousiaste quant aux perspectives d'évangélisation des indigènes. Lui-même après avoir visité le peuple Hopi décrit avec enthousiasme ce peuple dont il admire le niveau élevé selon lui de culture et de civilisation.
Vers 1616 il est élu gardien du couvent franciscain de la Conversión de San Pablo del Nuevo México. Aucun évêque n'ayant encore été choisi pour la région il est de facto l'autorité supérieure de l'église catholique au Nouveau-Mexique. A ce titre, soucieux de promouvoir l'activité des missionnaires et de défendre les indigènes qu'il évangélise contre les abus des colons, il s'oppose à plusieurs reprises à Juan de Eulate, gouverneur civil de la province. En 1620, il remonte auprès du vice-roi de Nouvelle-Espagne les plaintes des Indiens, ce qui lui vaut une hostilité accrue des colons. À plusieurs reprises dans les années 1620, la présence des Franciscains au Nouveau-Mexique sera ainsi menacée par un pouvoir colonial qui souhaitait de son côté la soumission des frères avec celle des indigènes. En 1626 au plus fort des tensions il est remplacé comme supérieur des Franciscains du Nouveau-Mexique par Alonso de Benavides.
Il quitte la région mais revient en 1629 comme supérieur, accompagné par une trentaine de nouveaux missionnaires. Le nouveau gouverneur Francisco Manuel de Silva lui étant plus favorable il peut alors fonder avec son aide de nouvelles missions et participer à l'expédition visant à soumettre les Indiens Zuni, tribu un temps rebelle et qui martyrise en 1632 le frère Juan Letrado.
En 1631 il remet à nouveau sa charge de supérieur et se consacre à l'écriture. Il rédige ainsi à partir de 1632 une histoire de la mission franciscaine au Nouveau-Mexique. Il demeure au service de la mission de Sandia Pueblo jusqu'à sa mort.